# Pădure (pictură de Cézanne)
Pădure este o pictură în ulei pe pânză din 1902-1904 a pictorului francez Paul Cézanne expusă la Galeria Națională a Canadei din Ottawa, Canada. Înfățișează malul unui drum într-o zonă împădurită aproape de Aix-en-Provence.

## Descriere
Pădure este un peisaj pictat în ulei pe pânză, care măsoară 81,9 cm x 66 cm. Locația reprezentată în pictură poate fi intrarea în Château Noir, o moșie pe care Cézanne a frecventat-o pentru a picta. Compoziția folosește culori calde, pământești pentru a înfățișa stâncile roșii din centrul picturii. Spre margini, Cézanne a folosit tonuri mai reci de gri și albastru pentru a descrie frunzișul și cerul. De asemenea, a folosit intenționat niște tușe mai libere și a creat pete de culoare pe margini, alături de pânza goală.